# Ellipteroides ida
Ellipteroides ida är en tvåvingeart som beskrevs av Jaroslav Stary och Mendl 1984. Ellipteroides ida ingår i släktet Ellipteroides och familjen småharkrankar.
Artens utbredningsområde är Spanien. Inga underarter finns listade i Catalogue of Life.